# نظام تعليم الإنكا

ماتشو بيتشو - يونيو 2009

كان نظام تعليم الإنكا في أثناء فترة حكم إمبراطورية الإنكا (Inca Empire) منقسمًا إلى قسمين رئيسيين: القسم الأول تعليم الطبقات العليا من الشعب والثاني تعليم باقي عامة الشعب. وقد كان يتم تعليم كل من الطبقات الملكية والأفراد المختارين من القلة القليلة من الطبقات العليا من مقاطعات الإمبراطورية بشكل رسمي من قبل الاماوتاكونا (Amawtakuna) (الفلاسفة والعلماء)، بينما تم تمرير عامة الشعب على المعرفة والمهارات الأخرى من قبل أسلافهم المباشرين وأجدادهم.
ولقد تكون فئة الاماوتاكونا من الحكماء والوعاظ على غرار شعراء بريطانيا العظمى. وكان من بين هؤلاء الرجال الحكماء الفلاسفة اللامعين والشعراء والكهنة الذين حافظوا على التاريخ والحكايات الشفوية للإنكا وذلك من خلال نقل المعرفة الثقافية والتاريخية، والعادات، والتقاليد الخاصة بهم من جميع أنحاء المملكة. وبدراسة أكثر الرجال احترامًا وتعليمًا في الإمبراطورية، فإن الاماوتاكونا كان يعهد عنهم بشكل كبير تعليم هؤلاء الأشخاص الذين هم من الدم الملكي، وأيضًا هؤلاء الشباب من الثقافات المغزوة وكان يتم اختيارهم بشكل خاص لإدارة المقاطعات فيما بعد. ومن ثم كان التعليم في أنحاء الأراضي التابعة لحكم الإنكا من خلال التمييز الاجتماعي، باستثناء هؤلاء الذين هم من المنظمة السياسية أو من اتحاد العمال وخاصة من القيادات كان يتم استثناؤهم من التعليم الرسمي الذي تتلقاه الفئة الملكية فقط. ولقد كفل الاماوتاكونا تعليم لغة الكيشوا لعامة الإمبراطورية، كما كان يفعل الرومانيون، فقد قاموا بالترويج للغة اللاتينية في كل أنحاء أوروبا؛ هذا بالرغم من أن هذا الأمر كانت له أسباب سياسية أكثر من كونها أسبابًا تعليمية.

## تعليم نبلاء الإنكا
وفقًا لما ذكره مؤرخ تلك الحقبة التاريخية فراي مارتن دو موروا، (Fray Martín de Murúa) بأن تعليم المبتدئين من الشباب (ياتشاكوج بونا، (yachakuq runa) في لغة الكيشوا) كان يتم على يد الاماوتاكونا (Amawtakuna) من بداية عمر الثالثة عشرة في بيوت المعرفة (ياتشاواز في لغة الكيشوا) في قوزقو. ولقد كان العلماء والفلاسفة يستخدمون معرفتهم الواسعة في تعليم المبتدئين من شباب الإمبراطورية، وكانوا يعلمونهم الأمور الدينية والتاريخية، وأمور الحكم، والمعايير، والمبادئ الأخلاقية. ولقد كفلوا هذا التعليم من خلال فهم نظام الكويبو، وهو عبارة عن نظام رقمي منطقي فريد من نوعه في عهد الإنكا، يستخدم سلاسل معقودة للحفاظ على السجلات الدقيقة الخاصة بالقوات والإمدادات والبيانات السكانية والمخزونات الزراعية. Iبالإضافة إلى أنه كان يتم إعطاء الشباب تدريبًا مكثفًا وقويًا في التربية البدنية والتقنيات العسكرية.
وينهي معظم مبتدئي الإنكا مراحلهم التعليمية في عمر التاسعة عشرة. وبعد نجاحهم وعبورهم الاختبارات المخصصة لذلك، يتم إعطاء الشباب دليلاً على نجاحهم يُسمى وارا (وهي عبارة عن نوع من الملابس الداخلية) دليلًا على نضوجهم ورجولتهم. ويتم إقامة احتفال خاص بانتهاء مراحل التعليم، يحضره كبراء الإمبراطورية ومعظم علماء الإنكا، وفلاسفتهم، وحكمائهم المشهورين، وفي هذا الاحتفال أيضًا يقوم النبلاء الشباب، كحكام المستقبل، بإظهار براعتهم البدنية ومهاراتهم الحربية وكذلك إثبات رجولتهم. ويتم تقديم المرشحين للمناصب بعد ذلك إلى حكماء وقادة الإنكا، الذين يقومون بخرق آذان هؤلاء المرشحين وذلك من أجل تعليق القلائد الكبيرة بها ومن ثم تهنئة الشباب الطموحين على كفاءتهم التي أظهروها، ويقوم بتذكيرهم بالمسؤوليات المنوطة بهذا المنصب الجديد (وكذلك حثهم على الإنجاب، إن كان من الأسرة الملكية) ثم يطلقون عليهم أطفال الشمس" الجدد.
يشير بعض المؤرخين والمؤلفين إلى وجود مدارس للإناث في تاريخ الإنكا (وتسمى أكلا واسا في لغة الكشوا) وكانت لأميرات ونساء الإنكا. ومن المعتقد أن التعليم الذي كان يتم تقديمه في مدارس الأكلا وازا في منطقة قوسقو مختلف بشكل كبير عن التعليم في مدارس الأكلاوازا في المقاطعات الأخرى بالإمبراطورية. وتعلمت المرأة تقاليد الإنكا والفن النسائي وكذلك مهارات الإدارة والحكم، ولكن على نطاق محدود مقارنة بالرجال. كما تعلمت مهارات أخرى مثل الغزل والنسيج وكانت تصنع تخمير الشيشا. وعندما وصل الإسبان والغزاة إلى هذه المناطق شاهدوا هذه المؤسسات كما لو كانت دور الراهبات الأوروبية. ومثلهم مثل الرجال، فإنه يتم جلب وإحضار النساء إلى هذه المدارس من القرى البعيدة من جميع أنحاء الإمبراطورية وذلك بعد اختيارهن بشكل خاص من قبل ممثلي الإنكا. وبعد إنهاء مراحلهن التعليمية، تبقى بعض النساء لتعليم وتدريب المرحلة الجديدة من البنات الجدد، بينما النساء الأقل في المرتبة التعليمية ربما يتم اختيارهم كزوجات ثانوية لسابا الإنكا، إذا رغبوا في ذلك، أو يتم إرسالهم كمكافأة لرجال آخرين قاموا ببعض الأمور لإسعاد وإرضاء السادة من الإنكا.

## حب المعرفة
- هناك تصغير لكلمة إنكايكا وهي كلمة «ياشاي» التي يشبه نطقها الصوتي كلمة «ياشاي»، ولكن بإزالة كلمة «واسي»، بالإضافة إلى زيادة كلمة «و» في آخر الكلمة وكلمة «ياشاي» وبمضاعفة حرف «أي» اللاتيني وحرف «سي» من خلال حرف «أس» ومن ثم فإن الرسام بيرو (Peru)إلفز جرسي موران (Elvis Garcia Moran) يُسمى في الإنكا ياشاي (Yashaii).

## التعليم الشعبي
كانت عامة الشعب من إمبراطورية الإنكا لا تذهب إلى المدارس مثلما يفعل النبلاء، ولم يكن لديهم الحق في الوصول والحصول على المعرفة العلمية والنظرية للأموتس. ولقد كان تعليم الأشخاص الطبيعيين يعتمد بشكل كبير على تلك المعرفة التي يتم تناقلها من خلال الآباء والأجداد، مثل التعليم العملي الذي كان يتم من خلال الجوانب الزراعية، والصيد، وصيد الأسماك، وأعمال الحجارة، وكذلك الأمور الدينية، والفنون، والأمور الأخلاقية. وكان يتم نقل هذا النوع من المعرفة من خلال الآباء والأجداد من أعضاء الأسرة الواحدة ومن جيل إلى جيل. وبدون الاستفادة من الفلاسفة والحكماء والعلماء في المعرفة، فإن عامة الناس والشعب كانوا هم من يتولى مسؤولية بناء معظم نظم طرق إمبراطورية الإنكا، وكذلك الجسور الحبلية، ونوافير المياه، والتنمية الزراعية، ونظم الري، والمباني الحجرية الضخمة، والمعابد المحصنة، وبقية الأمور الهندسية والمعمارية الرائعة والمثيرة والتي لا تزال مشهورة بها الإنكا حتى اليوم.